# 哈米爾 (加利福尼亞州)
哈米爾（英語：Hammil）是位於美國加利福尼亞州莫諾縣的一個非建制地區。該地的面積和人口皆未知。

## 地理
哈米爾的座標為37°40′43″N 118°24′13″W / 37.67861°N 118.40361°W，而該地的平均海拔高度為1400米（即4593英尺）。